# 本森山
70°28′S 62°17′W / 70.467°S 62.283°W
本森山是南極洲的山峰，位於帕爾默地，處於貝里山以東6公里，根據美國地質調查局的測量被繪入地圖，以美國海軍的醫生命名。